# Szmuklerz

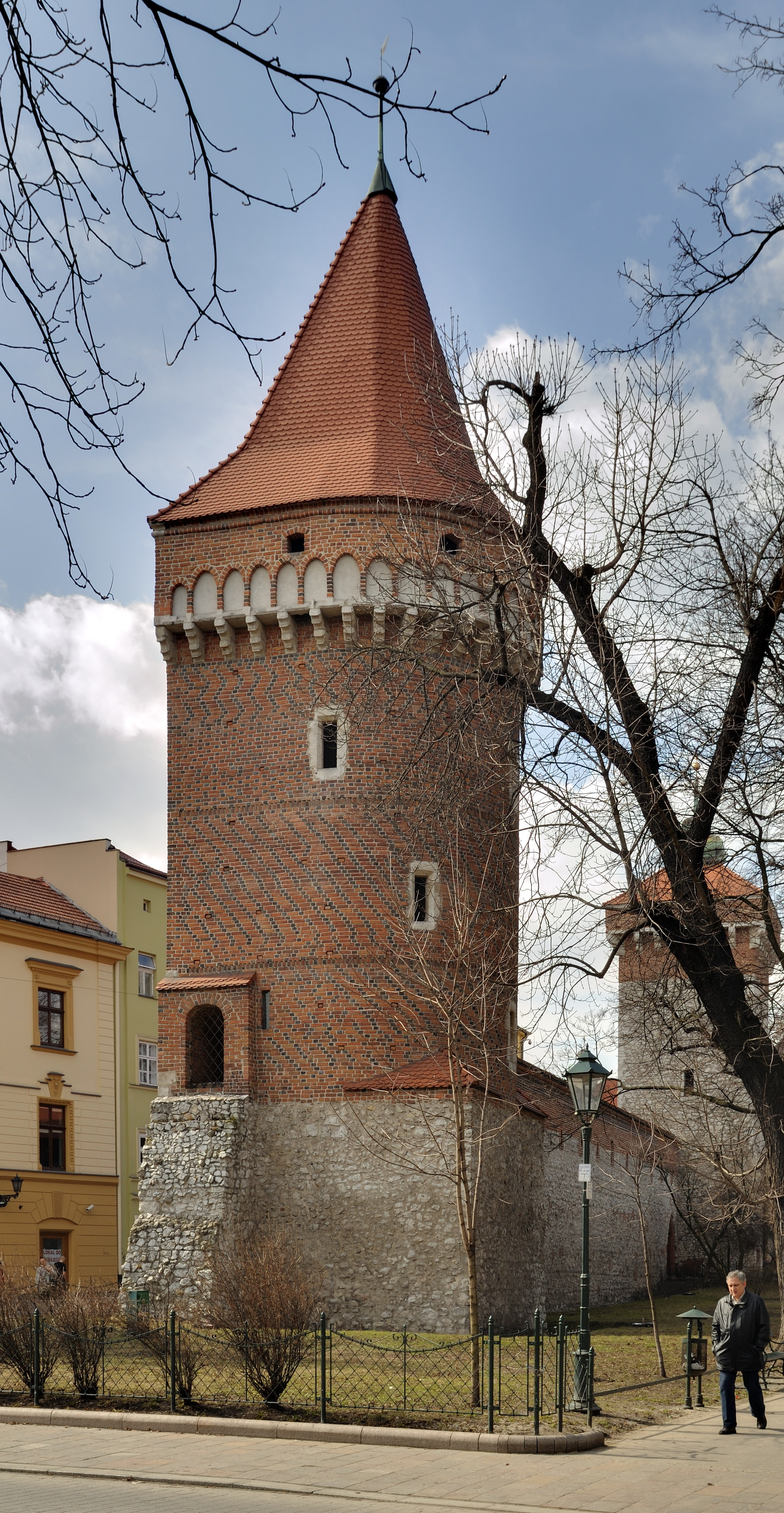
Baszta Pasamoników w Krakowie

Szmuklerz, pasamonik (niem. Schmuck, wł. passamano) – rzemieślnik zajmujący się szmuklerstwem (pasamonictwem), czyli wyrabianiem pasów, galonów, frędzli, taśm (w tym przerabianych metalowymi nićmi) i innych wyrobów pasmanteryjnych.
Do dzisiejszych czasów zachowała się w Krakowie Baszta Pasamoników.